# Fenyang Shanzhao
Fenyang Shanzhao (chiń. 汾陽善昭, pinyin Fényáng Shàn; kor. 분양선소 Punyang Sŏnso; jap. Funyō Zenshō; wiet. Phần Dương Thiện Chiêu; ur. 947, zm. 1024) – chiński mistrz chan ze szkoły linji. Znany także jako Taizi Shanzhao oraz Fenyang Wude.

## Życiorys
Pochodził z Taiyuan (obecnie w prowincji Shanxi). Został sierotą w wieku 14 lat, rozpoczął więc życie bezdomnego mnicha buddyjskiego. Był niezwykle inteligentny i dobrze wykształcony w klasyce konfucjańskiej i innych klasycznych dziełach chińskich. W czasie swoich wędrówek przyjął nauki aż 71 mistrzów. U mistrza Shoushana Xingniana z Ruzhou praktykował przez pewien czas i po osiągnięciu oświecenia został jego spadkobiercą Dharmy.
Fenyang spytał Shoushana Co oznacza zwinięcie maty do siedzenia przez Baizhanga?
Mistrz powiedział Kiedy rękaw smoczej szaty trzęsie się widocznie, to całe ciało się ukazuje.
Fenyang spytał Co to znaczy?
Shoushan powiedział To tak jak król, który wychodzi pieszo. Nie ma tam lisich śladów.
Po tych słowach Fenyang osiągnął oświecenie. Pokłonił się przed Shoushanem, wyprostował i powiedział
Księżyc pustych światów odbity w 10,000 starożytnych stawów, szukany podwakroć, potrzykroć, jest w końcu znaleziony.
Po śmierci swojego nauczyciela został zaproszony do prowadzenia klasztoru chan Taizi, podległego wielkiemu klasztorowi Taiping w Fenzhou (obecnie Fenyang w prowincji Shanxi). Przez następne 33 lata prowadził Taizi okazując się znakomitym nauczycielem Dharmy chan.
Książę Li był starym przyjacielem mistrza. Ponieważ świątynia Xu Chengtian stała pusta poprosił Fenyanga, aby wyjaśnił w niej ludziom Dharmę. Wysłannik księcia trzykrotnie wracał z gór z odmową. W końcu książę zagroził wysłannikowi srogimi karami, jeśli ten nie przyniesie pozytywnej odpowiedzi od mistrza. Powiedział on więc mistrzowi, że jeśli nie zgodzi się na prośbę księcia, to ten skaże go (emisariusza) na śmierć. Fenyang zaśmiał się i powiedział, iż nie mógł spełnić prośby księcia, bo był chory. Kontynuował:
Ale jeśli mam to zrobić, to czy musimy iść razem? Czy ja powinienem pójść pierwszy, czy ty?
Wysłannik powiedział Liczy się tylko to, że się zgodziłeś pójść. Nie ma znaczenia, kto pójdzie pierwszy.
Fenyang nakazał wobec tego, aby przygotowano przyjęcie. Następnie wziął swój worek podróżny i powiedział Ja pójdę pierwszy.
Po wypowiedzeniu tych słów zmarł.

## Znaczenie mistrza
Ponieważ Fenyang znał metody nauczania kilkudziesięciu mistrzów chan, używał ich bez przeszkód dopasowując do aktualnej sytuacji. Był pierwszym mistrzem linii przekazu linji, który zastosował w nauczaniu system pięciu rang szkoły caodong. Znakomicie wykorzystywał w nauczaniu anegdoty i opowieści chan. Formalne wprowadzenie do praktyki chan gong’anów jest także z nim związane.
Przeniósł nauki szkoły linji na południe Chin przyczyniając się do jej niezwykłej ekspansji i zdominowania innych szkół chanu.
Fengyang jest także szczególnie pamiętany ze względu na swoje dokonania literackie. Uważa się, że powstanie tzw. literackiego chanu zawdzięczać można jego twórczości. Fenyang stworzył nowy rodzaj literatury o unikalnym stylu zwany songgu. Były to zbiory gong’anów z dodanymi komentarzami. Podstawą tej literatury były dialogi mistrzów chan i ich uczniów z dawnych czasów. Zwykle właściwy gong’an był poprzedzony wstępem, a po gong’anie znajdował się swoisty komentarz mistrza, napisany niezwykle subtelnie i oczywiście niewykładający znaczenia. Jego wybitnym dziełem jest zbiór stu gong’anów Fenyang Wude chanshi yulu (汾陽無德禪師語錄). Późniejsi mistrzowie często dopisywali następne swoje komentarze, co dało niezwykłą perspektywę. Te teksty nosiły nazwę niansong.
Innym jego znakomitym dziełem jest poemat Xingjiao ge (行脚歌) Pieśń z angja (skt angya – pielgrzymka).

## Linia przekazu Dharmy zen
Pierwsza liczba oznacza liczbę pokoleń mistrzów od 1 Patriarchy indyjskiego Mahakaśjapy.
Druga liczba oznacza liczbę pokoleń od 28/1 Bodhidharmy, 28 Patriarchy Indii i 1 Patriarchy Chin.
- 38/11. Linji Yixuan (zm. 866) Szkoła linji
  - 39/12. Xinghua Cunjiang (830–925)
    - 40/13. Nanyuan Huiyong (860–930)
      - 41/14. Fengxue Yanzhao (896–973)
        - 42/15. Shoushan Xingnian (926–993)
          - 43/16. Fenyang Shanzhao (947–1024)
            - 44/17. Longtan Zhiyuan
            - 44/17. Longhua Xiaoyu
            - 44/17. Taizi Daoyi
            - 44/17. Dadao Guquan (zm. ok. 1060)
            - 44/17. Dongshan Shouzhi (zm. 1056)
            - 44/17. Dayu Shouzhi (bd)
              - 45/18. Yunfeng Wenyue (998–1062)

            - 44/17. Langye Huijue (bd)
              - 45/18. Changshui Zixuan (zm. 1038)
                - 46/19. Dagui Muzhe (zm. 1095)

            - 44/17. Ciming Chuyuan (987–1040) (także Shishuang i Nanyuan)
              - 44/18. Puzhao Xiujie (?)
              - 45/18. Daowu Zhen
              - 45/18. Yangqi Fanghui (992–1049) frakcja yangqi
              - 45/18. Cuiyan Kezhen (zm. 1064)
                - 46/19. Dagui Muche (zm. 1132)

              - 45/18. Huanglong Huinan (1002–1069) frakcja huanglong